# Dusona dineshi
Dusona dineshi là một loài tò vò trong họ Ichneumonidae.